# Paulín z Noly
Paulinus z Noly, italsky Paolino di Nola, plným latinským jménem Pontius Meropius Anicius Nolanus Paulinus, česky Paulin Nolánský (353, Burdigaly (nyní Bordeaux) – 22. červen 431, Nola) byl starověký římský básník, řečník a biskup v Nole, oslavovaný jako světec. 

## Život

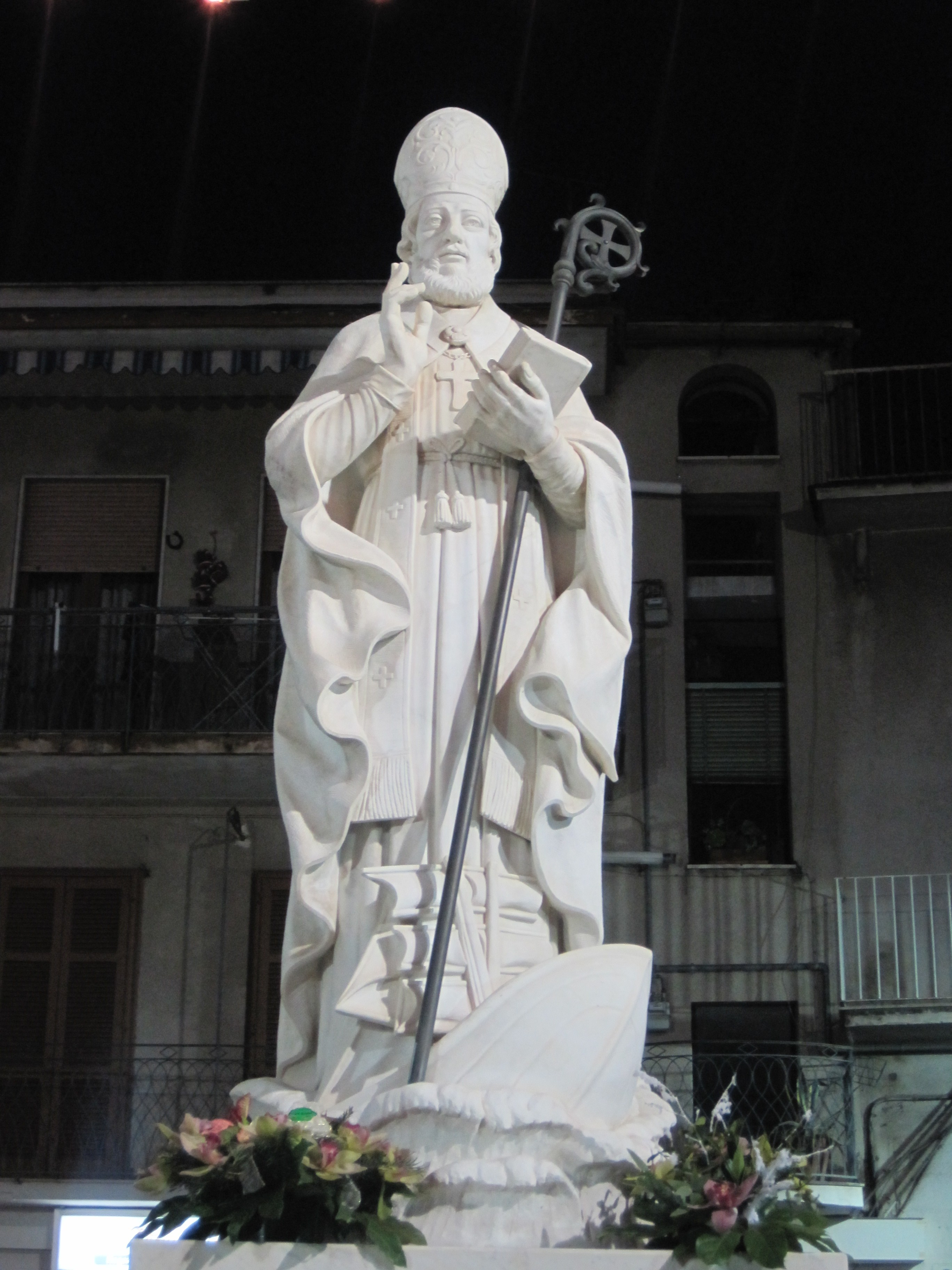
Socha svatého Paulina v Nole

Pocházel z rodiny movitého římského senátora, vlastnící statky v Akvitánii, severní Hispánii a v jižní Itálii. Vzdělání v rétorice a poetice získal u básníka Ausonia. Roku 378 byl jmenován římským konzulem v jihoitalské Kampánii a oženil se. 
Kolem roku 390 konvertoval ke křesťanství, jehož se postupně stal horlivým propagátorem a šiřitelem. Protože jejich jediný syn zemřel, rozhodli se manželé Paulinus a Terezie, že svůj manželský způsob života ukončí a oba budou žít asketickým životem v Bohu. 
Roku 394 se Paulinus usadil v Nole v Kampánii a žil tu asketickým životem po vzoru sv. Felixe z Noly, jehož hrob v nedalekém Cimitile navštěvoval. 
Zahájil stavební program, v němž dal postavit novou monumentální baziliku,, která se dochovalal včetně hrobů se sarkofágy sv. Felixe a Paulína. Kolem baziliky dal Paulín postavit hospicy pro poutníky. Každý rok ve svátek světce, kdy proud poutníků vrcholil, napsal na jeho počest hymnus. Dále osvobozoval křesťany ze zajatí u Saracénů.

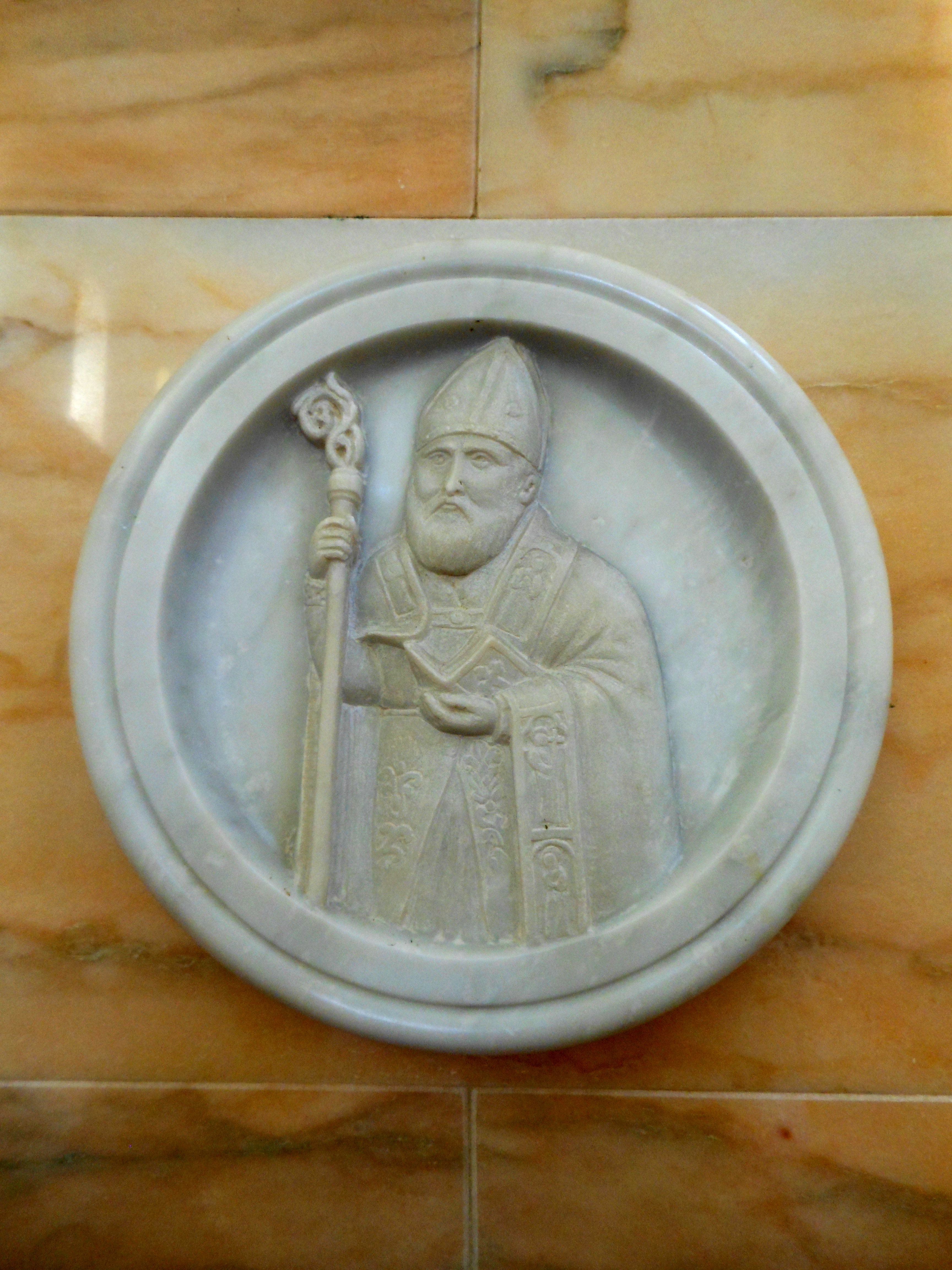
Medailon na oltáři, kostel sv. Paulína, Torregrotta, Sicílie

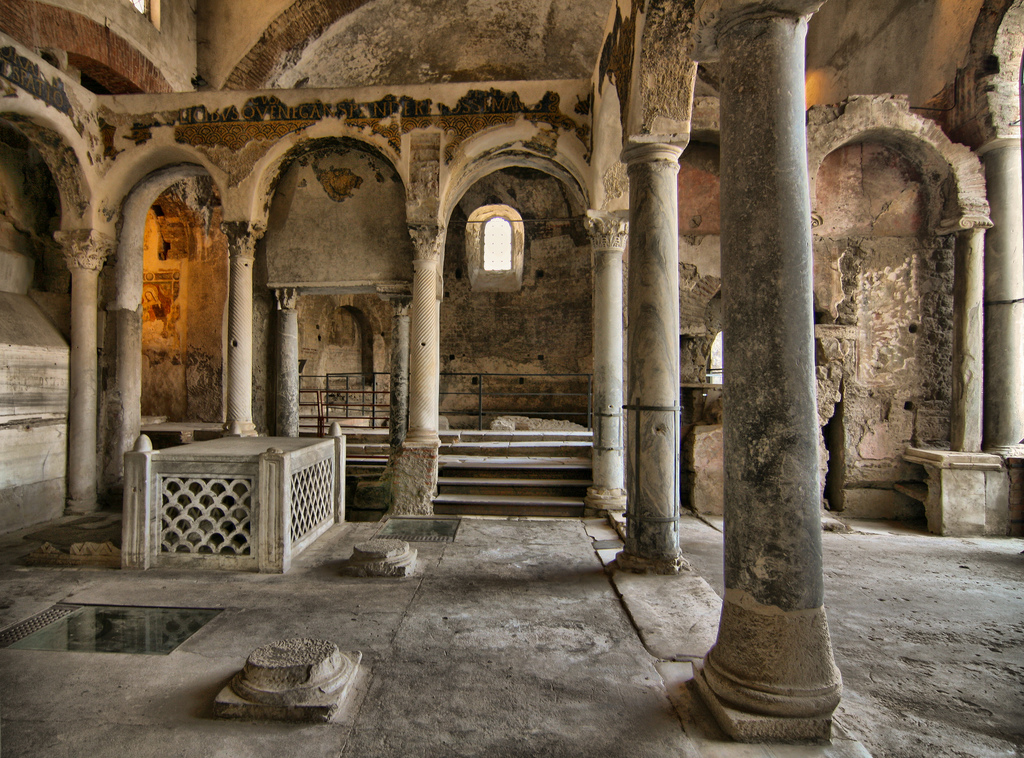
Bazilika v Cimitile, hroby sv. Felixe a Paulína

Roku 410 byl v Nole jmenován biskupem. Téhož roku 24. srpna vstoupil král Alarich v čele vojska Vizigótů do Říma a vyplenil jej. Také Nola byla zpustošena Vizigóty a mnoho obyvatel bylo zajato. Paulín prodal všechen svůj majetek, včetně biskupského kříže, aby vykoupil vězně. Když už neměl nic, nabídl se útočníkům sám, aby vykoupil jediného syna jedné vdovy. Tak se v 55 letech během jednoho roku stal z kněze biskupem i otrokem. 
Když dorazil s otroky do Afriky, pracoval u svého pána jako zahradník. Jednoho dne prorokoval tamnímu králi blízkou smrt. Pán jej proto dal před krále předvést. Král se ho bál, protože se mu téže noci Paulín zjevil ve snu, jak předsedá sboru soudců a svědčí proti němu. Když byl Paulín vyslýchán a odhalena jeho biskupská hodnost, slíbil jeho pán, že splní jeho přání. Paulín chtěl osvobození své i všech zajatých Nolanů. 
Tak se stalo a Nolané se v doprovodu lodí naložených obilím vrátili domů. Na pláži Torre Annunziata byli přivítáni spolu s vězni, které vykoupili věřící města Nola. 
Tradice svátku a hostiny na uvítanou přežívá dodnes: první neděli po 22. červnu se v Nole koná Festa dei Gigli.
Paulín zemřel jako svatý vyznavač přirozenou smrtí a byl pohřben v Cimitile vedle sv. Felixe, jak si přál. Jeho žák, kněz Uranius napsal o jeho úmrtí text De obitu Paulini. 
V 10. století dal papež jeho ostatky vyzvednout a přenést do římské baziliky San Bartolomeo all'Isola Tiberina.

## Ikonografie a patrocinia
- Bývá vyobrazen v oděvu biskupa, s biskupskými insigniemi a s okovy, z nichž osvobodil křesťany, vězněné u barbarů.
- Ve dvojici bývá vyobrazen po boku sv. Felixe z Noly.
- Na oltářním obraze v Nole je sv. Paulín zpodoben, jak vykupuje od Saracénů křesťanské otroky.
- Je patronem města Nola, spolupatronem diecéze a města Senigallia (svátek se tam slaví 4. května), a spolupatronem měst Sutera, Torregrotta (kostel sv. Paulína z roku 1943), Mili Marina a Villamaina.
- Bývají mu zasvěceny oltáře kostelů v Akvitánii, v jižní Itálii a v jihoněmeckém Řezně.
- Paulín z Noly je patronem zahradníků, zvonařů a zvonů, Řádu mercedariánských rytířů.

## Básnické dílo
V oboru básnickém tvořil zejména hymny, z nichž se asi 30 zachovalo. Po jednom hymnu věnoval svatému Augustinovi, Jeronýmovi a Sulpiciu Severovi. Třináct hymnů složil k poctě sv. Felixe, jehož hrob v Cimitile u Noly byl již tehdy navštěvovaným poutním místem. 
Psal i prózu, složil mimo jiné panegyrik na Theodosia po jeho vítězství nad Eugeniem. Je zachováno též 50 jeho dopisů, mj. se sv. Augustýnem či sv. Jeronýmem. Psal výhradně latinsky.
Ottův slovník naučný hodnotil Paulína takto: „V hodnosti biskupské získal si svým lidumilným a přívětivým jednáním svrchovanou vážnost a úctu. Také jeho básně docházely chvály (...) Veškeré básně jeho projevují vřelost citu, mravní vážnost, vytříbený vkus ve formální stránce, znalost v literatuře starší, zvláště sečtělost v básních Vergiliových a Horatiových. (...) Listy psány jsou slohem naduřelým a menší ceny jsou než jeho básně.“